# Ben Hanley

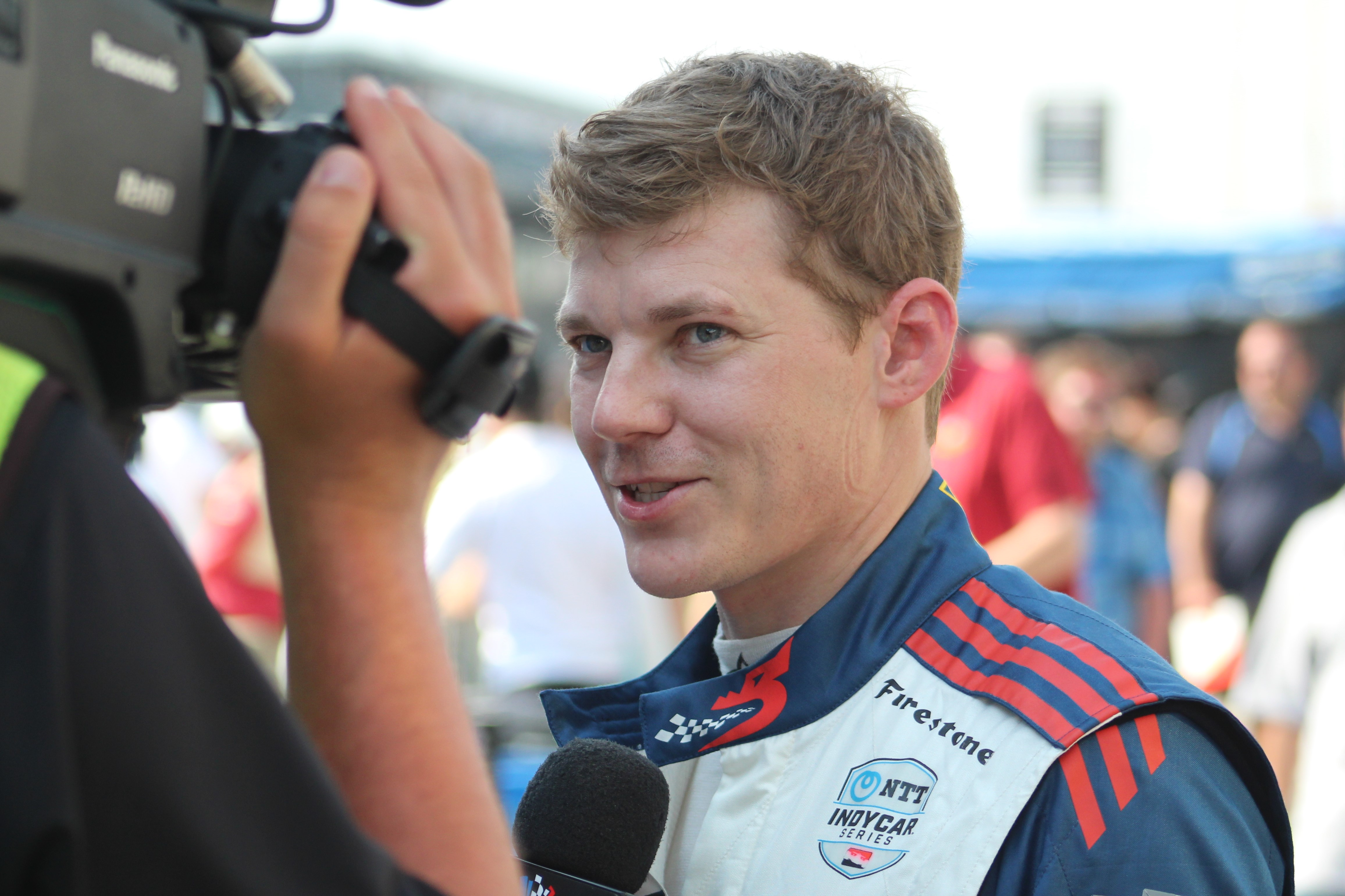
Ben Hanley 2019

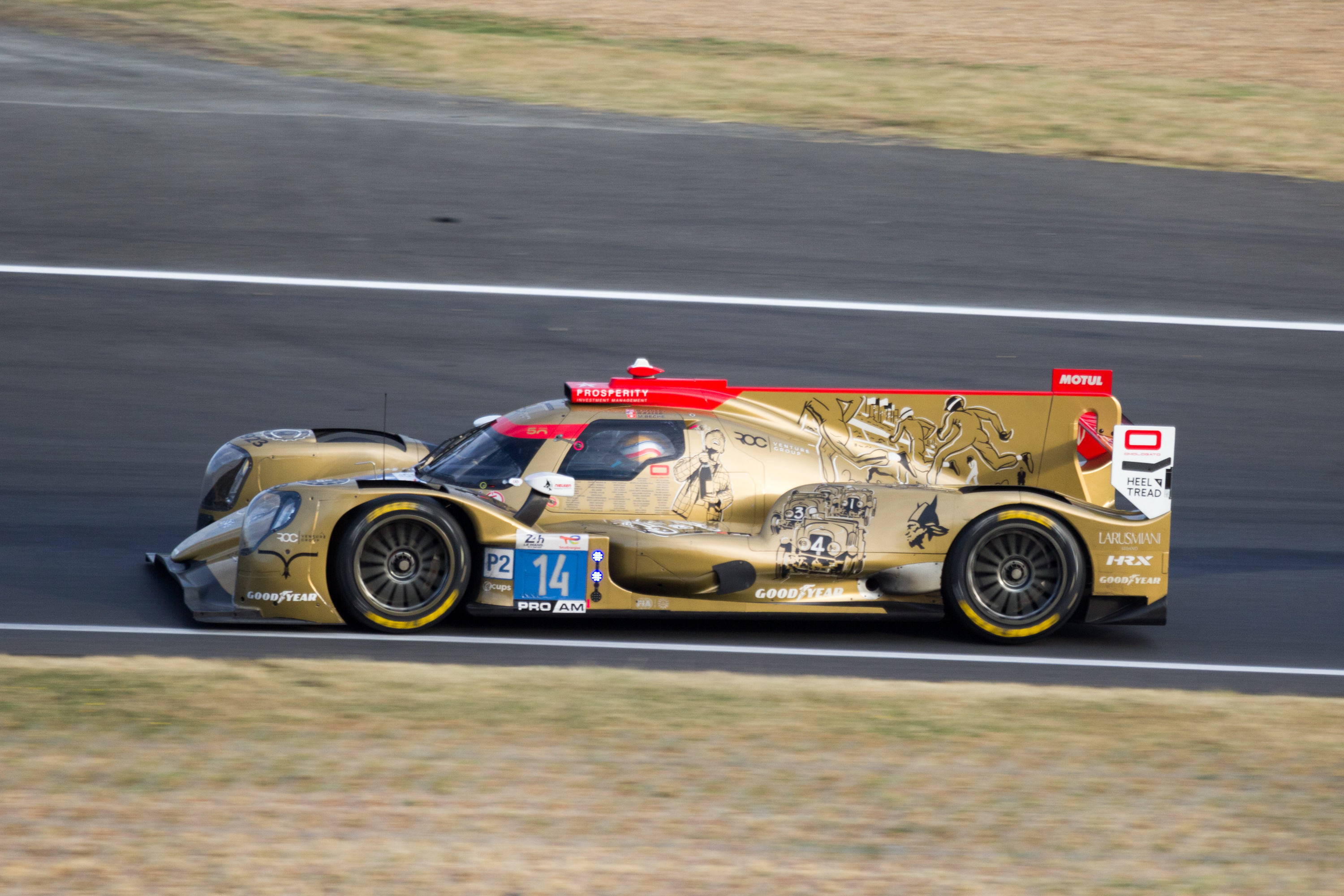
Der von Ben Hanley beim 24-Stunden-Rennen von Le Mans 2023 gefahrene Oreca 07

Benjamin Hugo „Ben“ Hanley (* 22. Januar 1985 in Manchester) ist ein britischer Automobilrennfahrer.

## Karriere
Bis 2005 war Hanley im Kartsport aktiv und konnte mehrere Meistertitel gewinnen. 2004 stand er kurz vor dem Gewinn der Weltmeisterschaft, doch ein Ausfall im letzten Rennen warf ihn auf den sechsten Platz zurück. 2005 fuhr Hanley neben Kartrennen auch Rennen in der italienischen Formel Renault.
2006 wurde Hanley in das Renault F1-Nachwuchsteam aufgenommen. Er fuhr für das Team Cram Competition in der Formel Renault 3.5 und konnte eines der beiden Rennen in Misano gewinnen. In der Gesamtwertung belegte er den 8. Platz. In der darauffolgenden Saison wechselte Hanley zum Prema Powerteam. Mit zwei Siegen in Magny-Cours und Barcelona und vier Podiumsplätzen wurde er 2007 Vizemeister der Formel Renault 3.5.
2008 wurde Hanley zunächst neben Witali Petrow von Campos Grand Prix für die GP2-Serie verpflichtet. Ab dem zweiten Rennwochenende in der vor der regulären Saison stattfindenden GP2-Asia-Serie trat er ebenfalls für Campos Grand Prix an und konnte beim Rennen auf dem indonesischen Sentul International Circuit einen Podiumsplatz rausfahren. In der Gesamtwertung der Asia Serie erreichte er den 15. Platz.
In der regulären Saison holte Hanley nur beim Sprintrennen auf dem türkischen Istanbul Park Circuit einen Punkt. Kurz vor dem vierten Rennwochenende in Magny-Cours wurde er von Campos Grand Prix entlassen und durch Lucas di Grassi ersetzt. Er vertrat aber Davide Valsecchi vom Team Durango beim Rennen in Frankreich. In der Gesamtwertung belegte Hanley mit einem Punkt den 24. Platz. 2009 nahm er an drei der sechs  Euroseries 3000-Wochenenden teil. Dabei erreichte er einen Sieg beim Wochenende in Magny-Cours und einen dritten Platz. 2010 startete er bei vier Wochenenden in der Superleague Formula. Auch hier konnte er mit einem Sieg auf dem Ordos International Circuit einen Erfolg feiern.
Seit 2016 nimmt Hanley wieder an Motorsport-Rennen teil. Mit wenigen Ausnahmen trat er seitdem nur für das Team DragonSpeed an. Von 2016 bis 2019 startete er in der LMP2-Kategorie der European Le Mans Series. Mit dem Einstieg von DragonSpeed in die LMP1-Klasse der FIA-Langstrecken-Weltmeisterschaft zur Saison 2018/19 startete er auch dort. 2019 in der IndyCar Series pilotierte Hanley ebenfalls den Wagen bei den drei Rennen des Teams.

## Statistik

### Einzelergebnisse in der IndyCar Series
| Jahr | Team        | 1   | 2   | 3   | 4   | 5    | 6    | 7    | 8   | 9   | 10  | 11  | 12  | 13  | 14  | 15  | 16  | 17  | Punkte | Rang |
| ---- | ----------- | --- | --- | --- | --- | ---- | ---- | ---- | --- | --- | --- | --- | --- | --- | --- | --- | --- | --- | ------ | ---- |
| 2019 | DragonSpeed | STP | COA | ALA | LBH | IMS  | INDY | DET  | DET | TXS | ROA | TOR | IOW | MDO | POC | STL | POR | LAG | 31     | 30.  |
| 2019 | DragonSpeed | 18  |     | 21  |     |      | 32   |      |     |     |     |     |     |     |     |     |     |     | 31     | 30.  |
| 2020 | DragonSpeed | TXS | IMS | ROA | ROA | IOW  | IOW  | INDY | STL | STL | MDO | MDO | IMS | IMS | STP |     |     |     | 14     | 33.  |
| 2020 | DragonSpeed |     |     |     |     | 2333 |      |      |     |     |     |     |     |     |     |     |     |     | 14     | 33.  |

(Legende)

### Le-Mans-Ergebnisse
| Jahr | Team                  | Fahrzeug           | Teamkollege   | Teamkollege          | Platzierung | Ausfallgrund    |
| ---- | --------------------- | ------------------ | ------------- | -------------------- | ----------- | --------------- |
| 2017 | DragonSpeed 10 Star   | Oreca 07           | Henrik Hedman | Felix Rosenqvist     | Rang 14     |                 |
| 2018 | DragonSpeed 10 Star   | Dallara BR1        | Henrik Hedman | Renger van der Zande | Ausfall     | Unfall          |
| 2019 | DragonSpeed           | BR Engineering BR1 | Henrik Hedman | Renger van der Zande | Ausfall     | Getriebeschaden |
| 2020 | DragonSpeed USA       | Oreca 07           | Henrik Hedman | Renger van der Zande | Rang 16     |                 |
| 2021 | DragonSpeed USA       | Oreca 07           | Henrik Hedman | Juan Pablo Montoya   | Rang 15     |                 |
| 2022 | Nielsen Racing        | Oreca 07           | Matthew Bell  | Rodrigo Sales        | Rang 20     |                 |
| 2023 | Nielsen Racing        | Oreca 07           | Mathias Beche | Rodrigo Sales        | Ausfall     | Unfall          |
| 2024 | United Autosports USA | Oreca 07           | Ben Keating   | Filipe Albuquerque   | Rang 42     |                 |
| 2025 | United Autosports     | Oreca 07           | Oliver Jarvis | Daniel Schneider     | Rang 28     |                 |

### Sebring-Ergebnisse
| Jahr | Team                      | Fahrzeug | Teamkollege     | Teamkollege        | Platzierung | Ausfallgrund |
| ---- | ------------------------- | -------- | --------------- | ------------------ | ----------- | ------------ |
| 2023 | CrowdStrike Racing by APR | Oreca 07 | George Kurtz    | Nolan Siegel       | Rang 7      |              |
| 2024 | United Autosports USA     | Oreca 07 | Ben Keating     | Nico Pino          | Rang 19     |              |
| 2025 | United Autosports USA     | Oreca 07 | Nicholas Boulle | Juan Manuel Correa | Rang 15     |              |

### Einzelergebnisse in der FIA-Langstrecken-Weltmeisterschaft
| Saison  | Team                                    | Rennwagen                      | 1   | 2   | 3   | 4   | 5   | 6   | 7   | 8   | 9   |
| ------- | --------------------------------------- | ------------------------------ | --- | --- | --- | --- | --- | --- | --- | --- | --- |
| 2017    | Dragonspeed G-Drive Racing Manor Racing | Oreca 07                       | SIL | SPA | LEM | NÜR | MEX | AUS | FUJ | SHA | BAH |
| 2017    | Dragonspeed G-Drive Racing Manor Racing | Oreca 07                       |     |     | 14  | 10  | 7   | 10  | 9   | 13  | 10  |
| 2018/19 | Dragonspeed                             | Dallara BR1 BR Engineering BR1 | SPA | LEM | SIL | FUJ | SHA | SEB | SPA | LEM |     |
| 2018/19 | Dragonspeed                             | Dallara BR1 BR Engineering BR1 |     | DNF | 25  | DNF | 6   | DNF |     | DNF |     |
| 2019/20 | Team LNT Dragonspeed                    | Ginetta G60-LT-P1 Oreca 07     | SIL | FUJ | SHA | BAH | AUS | SPA | LEM | BAH |     |
| 2019/20 | Team LNT Dragonspeed                    | Ginetta G60-LT-P1 Oreca 07     | 4   | 11  | 4   | DNF | 12  |     | 16  |     |     |
| 2021    | Dragonspeed                             | Oreca 07                       | SPA | POR | MON | LEM | BAH | BAH |     |     |     |
| 2021    | Dragonspeed                             | Oreca 07                       | 10  | 11  | 9   | 15  | 30  | 13  |     |     |     |
| 2022    | Nielsen Racing                          | Oreca 07                       | SEB | SPA | LEM | MON | FUJ | BAH |     |     |     |
| 2022    | Nielsen Racing                          | Oreca 07                       | 20  |     |     |     |     |     |     |     |     |
| 2023    | United Autosports Nielsen Racing        | Oreca 07                       | SEB | POR | SPA | LEM | MON | FUJ | BAH |     |     |
| 2023    | United Autosports Nielsen Racing        | Oreca 07                       |     | 11  |     | DNF | 16  | 14  |     |     |     |
| 2024    | United Autosports                       | Oreca 07                       | KAT | IMO | SPA | LEM | SAO | AUS | FUJ | BAH |     |
| 2024    | United Autosports                       | Oreca 07                       | 42  |     |     |     |     |     |     |     |     |
| 2025    | United Autosports                       | Oreca 07                       | KAT | IMO | SPA | LEM | SAO | AUS | FUJ | BAH |     |
| 2025    | United Autosports                       | Oreca 07                       | 28  |     |     |     |     |     |     |     |     |